# Катастрофа в Севезо
Катастрофа в Севезо — распространённое название утечки 2,3,7,8-Тетрахлородибензодиоксина, произошедшей 10 июля 1976 года на химическом заводе компании «Живодан» в городе Меда, что в Ломбардии. Токсичное облако накрыло окрестности, осев в виде тумана. Основной ущерб понёс город Севезо, из-за чего это происшествие и получило своё название.

## Предыстория
Завод в Меде принадлежал компании «Живодан», подразделении Hoffmann-La Roche, и выпускал различные химические вещества, в основном ароматические соединения, но также 2,4,5-Трихлорфенол (ТХФ), который шёл на производство бактерицида гексахлорофена. ТХФ получали путем взаимодействия 1,2,4,5-тетрахлорбензола с гидроксидом натрия в присутствии этиленгликоля и ксилола. Поскольку эта реакция протекает при высокой температуре, её достигали путём пропускания отработанного пара от турбины, вырабатывающей электроэнергию на производстве, через внешний нагревательный змеевик, установленный на корпусе химического реактора. Давление отработанного пара обычно составляло 12 бар, а температура — 190 °C, в результате чего температура реакционной смеси составляла 158 °C, что очень близко к температуре её кипения 160 °C. Побочным продуктом этого процесса, особенно при повышенных температурах, является 2,3,7,8-тетрахлордибензодиоксин.

Синтез 2,4,5-трихлорфенола

Производство 2,4,5-трихлорфенола составляло около 150 тонн в год.

## Авария

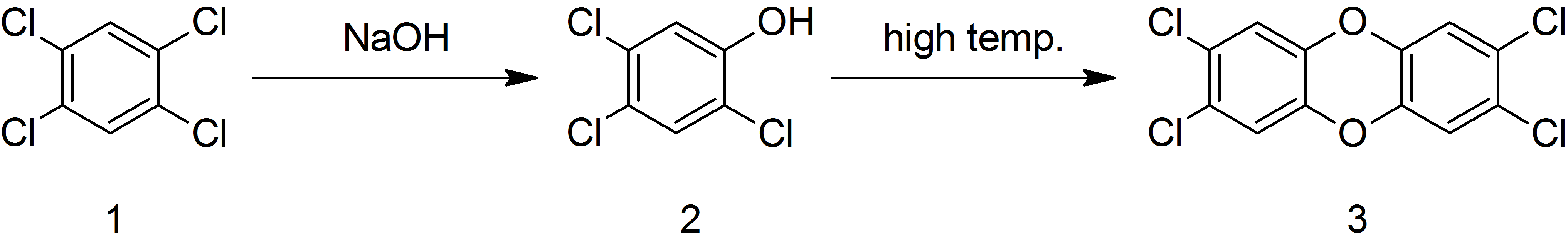
Образование 2,3,7,8-Тетрахлородибензодиоксина из 2,4,5-трихлорфенола

Утечка произошла в субботу, 10 июля 1976 года, в 12:30 по местному времени. Работа фабрики продолжалась ещё 8 дней после аварии.

## Последствия
Спустя несколько дней жители загрязнённых территорий начали жаловаться на симптомы химического отравления. Серьёзность аварии вынудила итальянское правительство эвакуировать жителей пострадавших территорий. Непосредственно после аварии не погиб ни один человек, но в дальнейшем она привела к увеличению раковых заболеваний.

## Авария в культуре
Катастрофе в Севезо посвящён аниме-фильм «Диоксиновое лето» (англ.), выпущенный в 2001 году студией Magic Bus.